# Ардоа
Ардоа (фр. Ardoix) насеље је и општина у источној Француској у региону Рона-Алпи, у департману Ардеш која припада префектури Турнон сир Рон.
По подацима из 2011. године у општини је живело 1.096 становника, а густина насељености је износила 90,21 становника/km². Општина се простире на површини од 12,15 km². Налази се на средњој надморској висини од 360 метара (максималној 397 m, а минималној 147 m).

## Демографија
| 1962. | 1968. | 1975. | 1982. | 1990. | 1999. | 2011. |
| ----- | ----- | ----- | ----- | ----- | ----- | ----- |
| 512   | 546   | 594   | 638   | 696   | 779   | 1.096 |

График промене броја становника у току последњих година